# Hawley (Kent)
Pour les articles homonymes, voir Hawley.
Hawley est un village situé près de Dartford dans le Kent. Angleterre. Il fait partie du civil parish de Sutton-at-Hone and Hawley. Il se situe entre Sutton-at-Hone et Hawley Ward.